# غرار (روستا)
 غرار  (در عربی:  غَرار)
نام روستایی است در دهستان الغُربان از توابع استان عَدَن در کشور یمن در شبه جزیره عربستان. 

## جمعیت
جمعیت آن (۴۰ ) نفر (۴ خانوار) می‌باشد.